# Titanes en el ring contraataca
 Titanes en el ring contraataca es una película de Argentina en colores  dirigida por Máximo Berrondo según el guion de Salvador Valverde Calvo que se estrenó el 12 de enero de 1984 y que tuvo como principales intérpretes a Julio De Grazia,  Marita Ballesteros, Viviana Álvarez y Martín Karadagián este en su última actuación fílmica.

## Sinopsis
Los luchadores enfrentan a una banda que intenta robar el sarcófago de una momia.

## Reparto
- Julio De Grazia	...Inspector León
- Marita Ballesteros	...	Soraya / Brigitte
- Martín Karadagián ... como él mismo
- Viviana Álvarez ...     Susanita
- Osvaldo Tesser ... Espaguetti
- Alberto Drago
- Mario Casado
- Pablo Milanesi
- Karina Minujin
- Héctor Doldi
- Walter Louzan
- Eliseo Morán
- Víctor Taborda
- Miguel Ángel Llobet
- Christian Murias
- Isaac Eisen
- Diego Martínez
- Hugo Quiril
- Jorge Bocacci ... Locutor y presentador de las luchas

## Comentarios
Andrés Di Tella en Tiempo Argentino escribió:

«Y cuando parecía que los superagentes no volvían…contraatacaron los titanes en el ring. …una hora y media de algo que no ha de ser muy distinto que hacerse una lobotomía.»